# Liste der Monuments historiques in Aurin (Haute-Garonne)
Die Liste der Monuments historiques in Aurin (Haute-Garonne) führt die Monuments historiques in der französischen Gemeinde Aurin auf.

## Liste der Bauwerke
| Bezeichnung          | Beschreibung                       | Standort | Kennzeichnung | Schutzstatus | Datum | Bild           |
| -------------------- | ---------------------------------- | -------- | ------------- | ------------ | ----- | -------------- |
| Kirche Ste-Apollonie | Saalkirche aus dem 16. Jahrhundert | (Lage)   | PA31000045    | Inscrit      | 2001  | weitere Bilder |